# 폴리노
폴리노(이탈리아어: Polino)는 이탈리아 움브리아주 테르니도에 위치한 코무네다. 페루자로부터 남동쪽 70km, 테르니로부터 동쪽 15km 거리에 있다.